# Pârșcoveni
Pârșcoveni – wieś w Rumunii, w okręgu Aluta, w gminie Pârșcoveni. W 2011 roku liczyła 1823 mieszkańców.